# Travis Bickle
Travis Bickle (născut în 1950) este un personaj fictiv din filmul Șoferul de taxi (1976), interpretat de Robert De Niro. Este considerat adesea ca fiind unul dintre cele mai emblematice personaje din istoria filmului, De Niro fiind nominalizat la Oscar pentru prestația sa.